# Sefhare
Sefhare is een dorp in het district Central in Botswana. De plaats telt 4602 inwoners (2011).